# Сайлертон (Теннессі)
Сайлертон (англ. Silerton) — місто (англ. town) в США, в округах Гардеман і Честер штату Теннессі. Населення — 97 осіб (2020).

## Географія
Сайлертон розташований за координатами 35°20′33″ пн. ш. 88°48′38″ зх. д. / 35.34250° пн. ш. 88.81056° зх. д. (35.342444, -88.810464).  За даними Бюро перепису населення США в 2010 році місто мало площу 1,71 км², уся площа — суходіл.

## Демографія
Згідно з переписом 2010 року, у місті мешкало 111 осіб у 48 домогосподарствах у складі 32 родин. Густота населення становила 65 осіб/км².  Було 56 помешкань (33/км²).
Расовий склад населення:
| - 90,1 % — білих - 8,1 % — чорних або афроамериканців |

До двох чи більше рас належало 0,9 %. Частка іспаномовних становила 0,9 % від усіх жителів.
За віковим діапазоном населення розподілялося таким чином: 21,6 % — особи молодші 18 років, 58,6 % — особи у віці 18—64 років, 19,8 % — особи у віці 65 років та старші. Медіана віку мешканця становила 43,5 року. На 100 осіб жіночої статі у місті припадало 98,2 чоловіків;  на 100 жінок у віці від 18 років та старших — 89,1 чоловіків також старших 18 років.
Середній дохід на одне домашнє господарство  становив 57 358 доларів США (медіана — 42 500), а середній дохід на одну сім'ю — 74 471 долар (медіана — 57 500). За межею бідності перебувало 8,3 % осіб, у тому числі 14,3 % дітей у віці до 18 років та 0,0 % осіб у віці 65 років та старших.
Цивільне працевлаштоване населення становило 23 особи. Основні галузі зайнятості: транспорт — 21,7 %, освіта, охорона здоров'я та соціальна допомога — 21,7 %, публічна адміністрація — 13,0 %, оптова торгівля — 8,7 %.